# トラバースシティ (ミシガン州)
トラバースシティ（英: Traverse City、[ˈtrævərs ˈsɪti] また地元では [ˈtrævər.sɪti]）は、アメリカ合衆国ミシガン州の都市。グランドトラバース郡の郡庁所在地である。人口は1万5678人（2020年）。市域の一部はリーラノー郡に跨っている。ロウアー半島北部では最大の都市であり、トラバースシティ都市圏の中核である。
トラバースシティ地域は国内最大のさくらんぼ生産地である。収穫期である7月第一週には毎年、1週間続く「チェリー・フェスティバル」を開催しており、約50万人の観衆が集まる。周辺の田園部ではブドウも栽培しており、アメリカ合衆国中西部ではワイン生産の一大中心地である。夏も冬も観光業がもう一つの重要な産業となっている。清水の湖浜、ブドウ園、国立湖岸、スキー場、さらに多くの森があり、自然の景観に富んでいる。2009年、トリップアドバイザーは、国内観光地の小さな町で第2位にトラバースシティを挙げた。2012年、USニューズが、国内で引退して住む町10傑の中にトラバースシティを挙げた。

## 歴史
トラバースシティの名前は、グランドトラバース湾の最奥部にあることから採られた。この湾の名前は、18世紀のフランス人探検家が、グランドトラバース湾の湾口を「ラ・グラン・トラバース」すなわち、湾口全長を横切ったことから名付けられた。

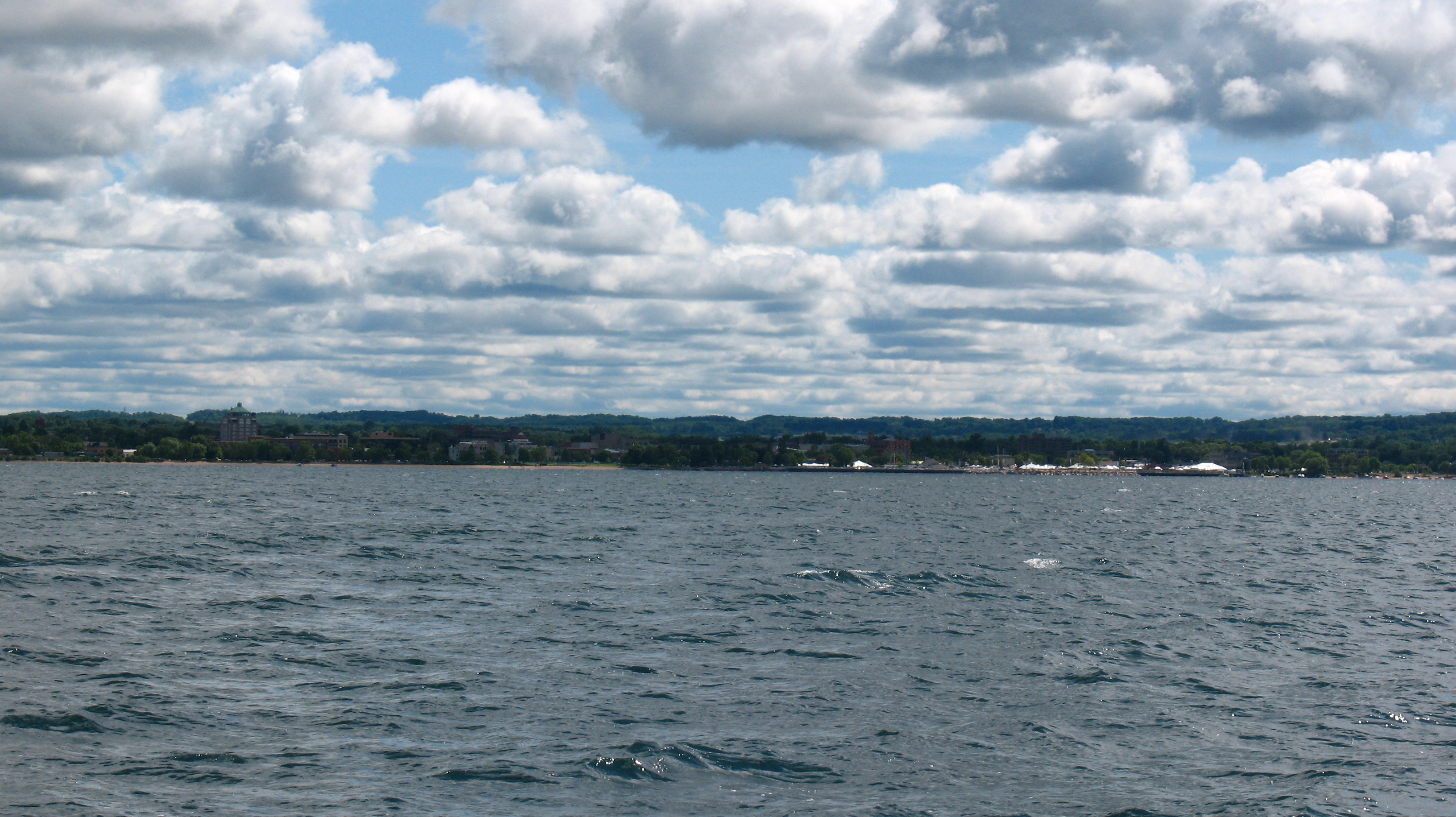
西グランドトラバース湾から眺めたトラバースシティ中心街

1847年、イリノイ州ネイパービルのボードマン船長が、西グランドトラバース湾最奥部、ボードマン川河口の土地を購入した。船長とその息子、さらに雇われた者達が河口近くに住宅と製材所を建設した。1851年、ボードマン家は製材所をハナ・レイ&Co.に売却した。ハナ・レイ&Co.はペリー・ハナ、アルバート・トレイシー・レイ、ジェイムズ・モーガンが所有する会社であり、その製材所を大きく改良した。製材所への投資が増えたことでさらに多くの開拓者をこの町に惹き付けることになった。
1853年時点で、グランドトラバース湾地域で唯一運営されている郵便局がオールドミッションにあるものであり、その後「グランドトラバース」と呼ばれるようになった。1852年、アルバート・トレイシー・レイがワシントンD.C.のアメリカ合衆国郵便公社で、新しい開拓地に新しい郵便局を設置する許可を得ることに成功した。その新しい開拓地が「グランドトラバースシティ」と呼ばれるようになったので、レイが郵便局にもその名前を提案したが、郵便公社の役人は、近くのオールドミッションにある郵便局との混同を避けるために「グランド」を落とすように提案した。レイが郵便局の「トラバースシティ」という名前に合意し、町もその名前を採用することになった。

## 地理

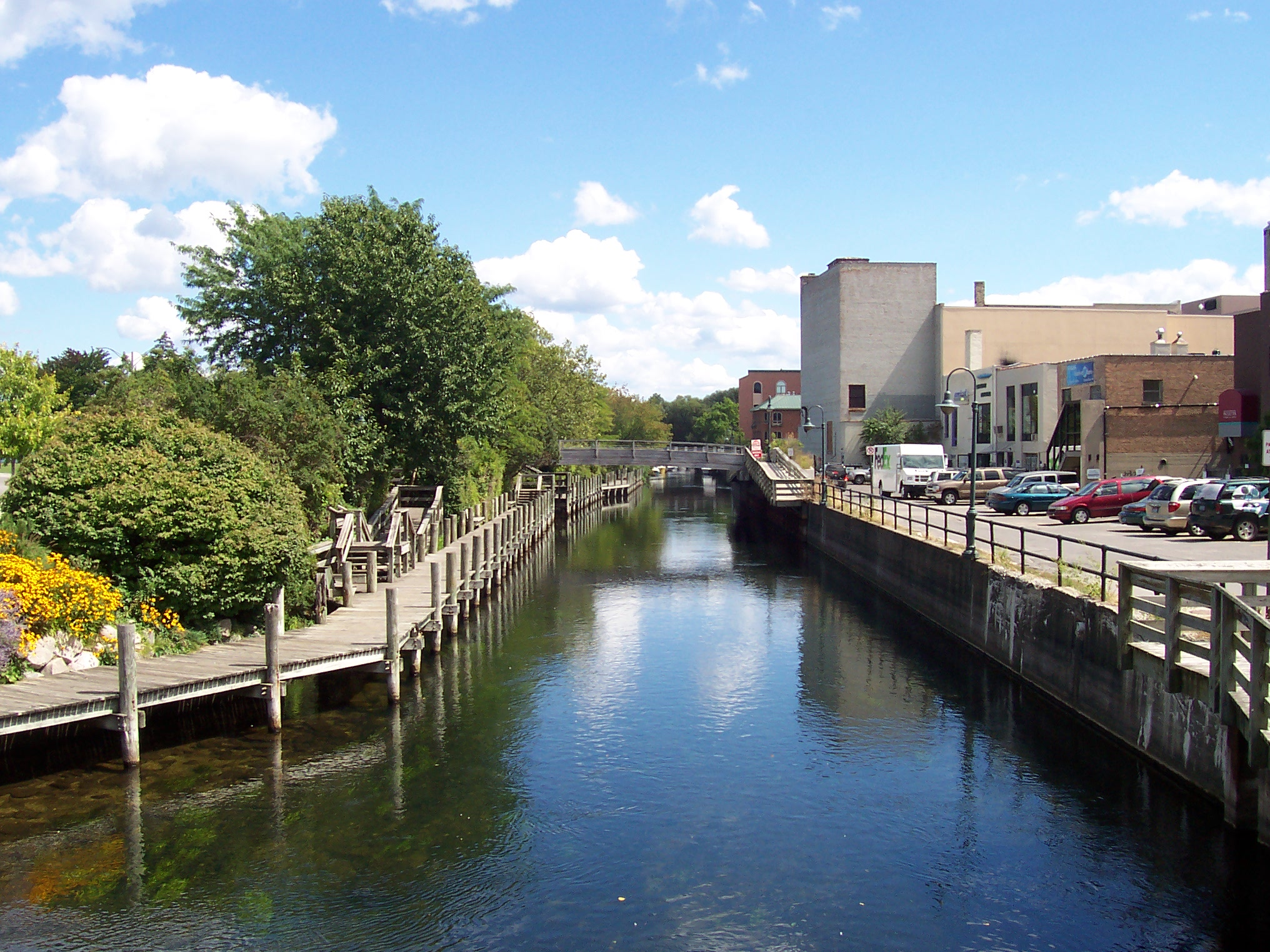
トラバースシティ中心街とグランドトラバース湾の間にあるボードマン川

トラバースシティは大きく北ミシガン地域に入っている。グランドトラバース湾の主要内陸港であり、長い自然の港はリーラノー半島によってミシガン湖と隔てられ、またオールドミッション半島と呼ばれる湾に突き出した半島によって、湾が東西にほぼ等分に分けられている。半島には丘陵と農地がある。
市内の水域としてボードマン川がある、ボードマン湖と共にボードマン川水域を構成している。広さ287平方マイル (740 km2) ある水域は湾の水量の3分の1に相当している。ブルーリボン・マス漁場として指定された延長179マイル (288 km) の岸のうち、36マイル (58 km) 以上があって、ミシガン州の漁場10傑の1つに挙げられている。州が指定した「自然河川」でもある。
アメリカ合衆国国勢調査局に拠れば、市域全面積は8.66平方マイル (22.43 km2)であり、このうち陸地8.33平方マイル (21.57 km2)、水域は0.33平方マイル (085 km2)で水域率は3.81%である

## 気候
トラバースシティは北緯45度線に近く、ミシガン湖とグランドトラバース湾の強く和らげる効果によって気候が加減され、市の北を分ける半島に特に顕著な効果を与えている。その結果としてブドウ園やチェリー果樹園が盛んである。
夏は概して温かく穏やかであり、冬は厳しい気候になっている。特にミシガン湖が地域の多様な湖岸気象パターンに影響し、グランドトラバース湾も多少の効果を与えている。季節的に活動的な期間には大量の雨が突然に降り出す。湖水効果による雪が平均して80インチ (203 cm) になる年間降雪量の中で大きな比重を占めている。降雪があるのは通常11月から4月だが、5月や9月でも小雪が降ることがある。
トラバースシティの過去最高気温は105°F (41 ℃) 、最低気温は1979年2月17日に記録された-33°F (-36 ℃) である。
| トラバースシティの気候                         | トラバースシティの気候 | トラバースシティの気候 | トラバースシティの気候 | トラバースシティの気候 | トラバースシティの気候 | トラバースシティの気候 | トラバースシティの気候 | トラバースシティの気候 | トラバースシティの気候 | トラバースシティの気候 | トラバースシティの気候 | トラバースシティの気候 | トラバースシティの気候 |
| 月                                             | 1月                    | 2月                    | 3月                    | 4月                    | 5月                    | 6月                    | 7月                    | 8月                    | 9月                    | 10月                   | 11月                   | 12月                   | 年                     |
| ---------------------------------------------- | ---------------------- | ---------------------- | ---------------------- | ---------------------- | ---------------------- | ---------------------- | ---------------------- | ---------------------- | ---------------------- | ---------------------- | ---------------------- | ---------------------- | ---------------------- |
| 最高気温記録 °F （°C）                         | 59 (15)                | 58 (14)                | 82 (28)                | 88 (31)                | 97 (36)                | 104 (40)               | 105 (41)               | 100 (38)               | 96 (36)                | 86 (30)                | 77 (25)                | 62 (17)                | 105 (41)               |
| 平均最高気温 °F （°C）                         | 28.5 (−1.9)            | 31.0 (−0.6)            | 40.5 (4.7)             | 54.4 (12.4)            | 66.4 (19.1)            | 76.2 (24.6)            | 80.7 (27.1)            | 78.5 (25.8)            | 70.6 (21.4)            | 57.8 (14.3)            | 44.6 (7)               | 33.0 (0.6)             | 55.18 (12.88)          |
| 平均最低気温 °F （°C）                         | 15.9 (−8.9)            | 15.7 (−9.1)            | 22.3 (−5.4)            | 34 (1)                 | 45 (7)                 | 52.9 (11.6)            | 58.3 (14.6)            | 57.5 (14.2)            | 50.3 (10.2)            | 39.7 (4.3)             | 31.0 (−0.6)            | 21.7 (−5.7)            | 37.03 (2.77)           |
| 最低気温記録 °F （°C）                         | −23 (−31)              | −33 (−36)              | −30 (−34)              | 1 (−17)                | 16 (−9)                | 29 (−2)                | 31 (−1)                | 29 (−2)                | 26 (−3)                | 13 (−11)               | −5 (−21)               | −10 (−23)              | −33 (−36)              |
| 降水量 inch （mm）                             | 2.58 (65.5)            | 1.50 (38.1)            | 1.80 (45.7)            | 2.72 (69.1)            | 2.46 (62.5)            | 3.07 (78)              | 3.05 (77.5)            | 3.31 (84.1)            | 3.59 (91.2)            | 3.24 (82.3)            | 2.71 (68.8)            | 2.35 (59.7)            | 32.39 (822.7)          |
| 降雪量 inch （cm）                             | 23.1 (58.7)            | 13.2 (33.5)            | 8.2 (20.8)             | 2.8 (7.1)              | 0.1 (0.3)              | 0 (0)                  | 0 (0)                  | 0 (0)                  | 0 (0)                  | 0.2 (0.5)              | 7.2 (18.3)             | 19.5 (49.5)            | 74.3 (188.7)           |
| 平均降水日数 （≥0.01 in）                      | 17.0                   | 12.3                   | 11.4                   | 10.9                   | 10.4                   | 9.7                    | 8.5                    | 9.9                    | 12.0                   | 13.1                   | 14.6                   | 16.0                   | 145.8                  |
| 平均降雪日数 （≥0.1 in）                       | 12.6                   | 8.9                    | 5.6                    | 2.3                    | 0.1                    | 0                      | 0                      | 0                      | 0                      | 0.3                    | 4.8                    | 11.7                   | 46.3                   |
| 出典1：NOAA                                    |                        |                        |                        |                        |                        |                        |                        |                        |                        |                        |                        |                        |                        |
| 出典2：weatherbase.com (record lows and highs) |                        |                        |                        |                        |                        |                        |                        |                        |                        |                        |                        |                        |                        |

## 人口動態

### 2010年国勢調査
以下は2010年国勢調査による人口統計データである。
| 基礎データ - 人口: 14,674 人 - 世帯数: 6,675 世帯 - 家族数: 3,369 家族 - 人口密度: 680.2人/km2（1,761.6人/mi2） - 住居数: 7,358 軒 - 住居密度: 341.0軒/km2（883.3軒/mi2） 人種別人口構成 - 白人: 94.4% - アフリカン・アメリカン: 0.7% - ネイティブ・アメリカン: 1.8% - アジア人: 0.7% - その他の人種: 0.5% - 混血: 1.9% - ヒスパニック・ラテン系: 1.9% | 年齢別人口構成 - 18歳未満: 18.2% - 18-24歳: 10.3% - 25-44歳: 26.7% - 45-64歳: 28.3% - 65歳以上: 16.7% - 年齢の中央値: 41歳 - 性比（女性100人あたり男性の人口） - 総人口: 90.1 世帯と家族（対世帯数） - 18歳未満の子供がいる: 22.3% - 結婚・同居している夫婦: 35.6% - 未婚・離婚・死別女性が世帯主: 10.9% - 非家族世帯: 49.5% - 単身世帯: 38.4% - 65歳以上の老人1人暮らし: 13.3% - 平均構成人数 - 世帯: 2.08人 - 家族: 2.77人 |

### 2000年国勢調査
以下は2000年国勢調査による人口統計データである。
| 基礎データ - 人口: 14,532 人 - 世帯数: 6,443 世帯 - 家族数: 3,485 家族 - 人口密度: 667.2人/km2（1,728.7 人/mi2） - 住居数: 6,842 軒 - 住居密度: 314.1軒/km2（813.9 軒/mi2） 人種別人口構成 - 白人: 96.00% - アフリカン・アメリカン: 0.65% - ネイティブ・アメリカン: 0.98% - アジア人: 0.50% - 太平洋諸島系: 0.03% - その他の人種: 0.48% - 混血: 1.36% - ヒスパニック・ラテン系: 1.67% | 年齢別人口構成 - 18歳未満: 20.3% - 18-24歳: 10.8% - 25-44歳: 29.6% - 45-64歳: 24.1% - 65歳以上: 15.2% - 年齢の中央値: 38歳 - 性比（女性100人あたり男性の人口） - 総人口: 90.5 - 18歳以上: 87.2 世帯と家族（対世帯数） - 18歳未満の子供がいる: 24.5% - 結婚・同居している夫婦: 39.7% - 未婚・離婚・死別女性が世帯主: 11.2% - 非家族世帯: 45.9% - 単身世帯: 35.9% - 65歳以上の老人1人暮らし: 13.7% - 平均構成人数 - 世帯: 2.15人 - 家族: 2.82人 | 収入と家計 - 収入の中央値 - 世帯: 37,330米ドル - 家族: 46,912米ドル - 性別 - 男性: 31,587米ドル - 女性: 22,512米ドル - 人口1人あたり収入: 22,247米ドル - 貧困線以下 - 対人口: 8.4% - 対家族数: 4.8% - 18歳未満: 7.2% - 65歳以上: 7.9% |

## 市政府
トラバースシティは自治市法の下にある自治憲章都市であり、1895年5月18日に法人化された。市全体を選挙区に選ばれる6人の市政委員および1人の市長が治めている。この7人が立法府である市政委員会を構成している。委員会が市マネジャーを指名し、しの運営に関する執行官を務めさせている。

## 教育
- ウェスト中学校
- イースト中学校

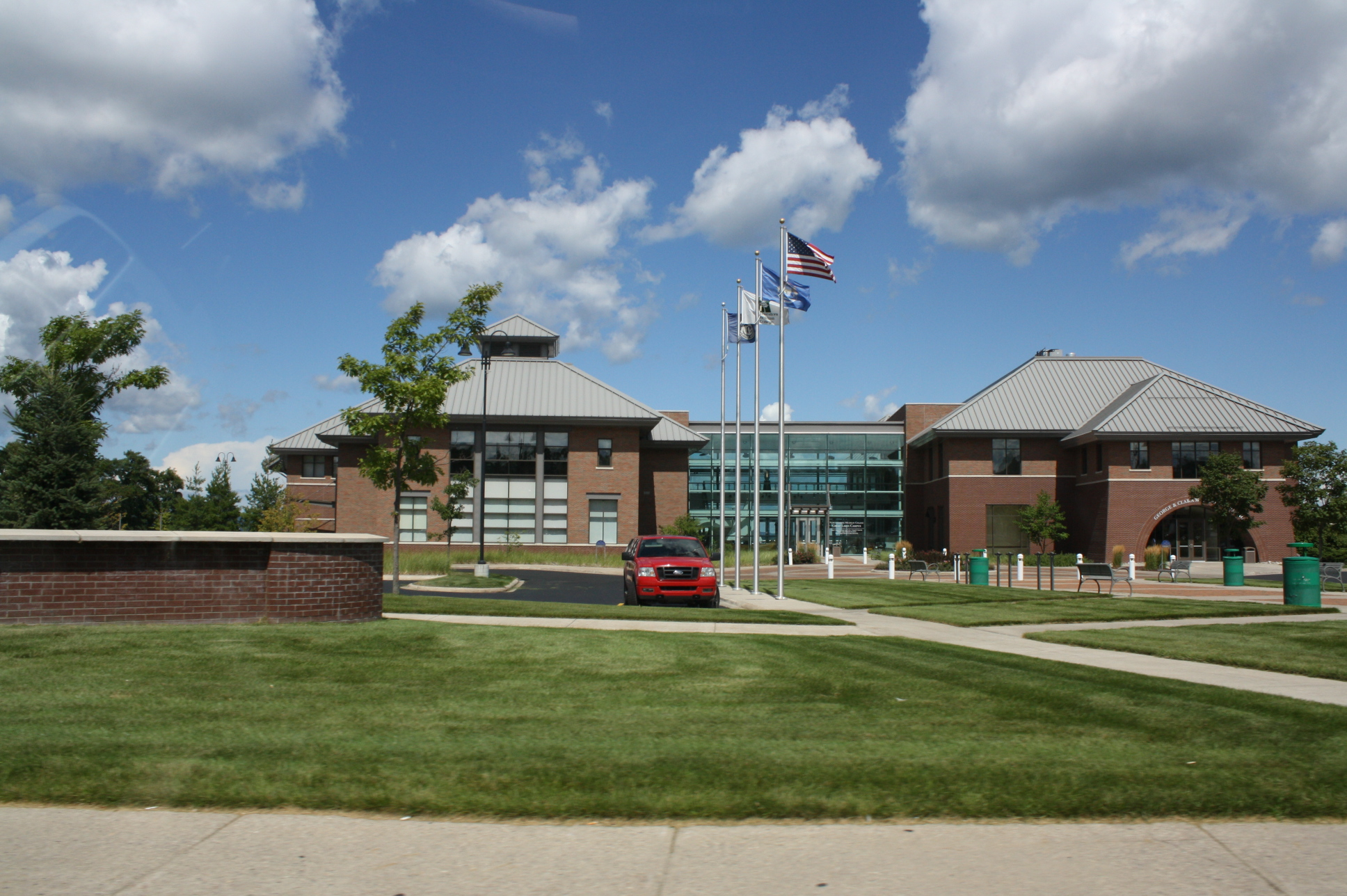
北西ミシガン・カレッジ

- チルドレンズ・ハウス、独立系モンテッソリ・スクール、幼児から6年生[18]
- トラバースシティ中央高校
- パスファインダー・スクール - ISACS 認証、幼稚園前から8年生、独立系学校
- ノースウェスタン・ミシガン・カレッジ
- グレートレイク海事大学
- 北西ミシガン・カレッジ大学センター
- トラバース湾地域職業訓練校
- セントラル・グレイト・スクール（公立小学校）
- セントラル高校
- トラバースシティ・クリスチャン高校
- トラバースシティ高校（オルターナティブ高校）
- セントフランシス高校（ローマ・カトリック系）
- ウッドランド・スクール（チャーター・スクール）
- グランドトラバース・アカデミー（チャーター・スクール）
- トラバースシティ西シニア高校（1997年にトラバースシティ中央高校を分割して設立）
- トリニティ・ルーテル学校（就学前から7年生）
- 西ミシガン大学 - 分校
- インターロヘン・アーツ・アカデミー - 美術寄宿および通学学校、トラバースシティ郊外20分の位置にある
- トラバース湾クリスチャン学校
- 公立13小学校[19]

## 観光
トラバースシティ経済の多くが観光業に基づいている。2011年の観光宣伝キャンペーンの一部として、トラバースシティ観光案内所、トラバースシティ・チェリー首都空港、および地元企業が、2011年7月にデルタ航空の全便でビデオを流している。

## メディア

### 印刷物
「トラバースシティ・レコード・イーグル」は、ミシガン州ロウアー半島北西部の日刊紙である。トラバースシティを囲む13の郡に配布されている。2006年12月、ダウ・ジョーンズ&カンパニーのコミュニティ新聞子会社オッタワウェイ・コミュニティ・ニューズペーパーズ Inc から、コミュニティ・ニューズペーパー・ホールディングズ Inc. に売却された。グランドトラバース郡の記録紙である。「デトロイト・フリー・プレス」、「デトロイト・ニューズ」、「グランドラピッズ・プレス」の日刊紙も地域の新聞スタンドで購読できる。そのたの地域出版物としては、トラバースシティの雑誌「NM3マガジン」、ライフスタイルと娯楽の「グランドトラバース・インサイダー」、週刊地域誌「ノーザン・イクスプレス・ウィークリー」、「トラバースシティ・ビジネス・ニューズ」、食事、農園、シェフに特化した雑誌「エディブル・グランドトラバース」、「グランドトラバース・ウーマン・マガジン」がある。
全国誌では「サードアイ・マガジン」など少なくとも7誌が市内で発行されている。「ビレッジ・プレス Inc.」はトラバースシティを本拠にしている。「ホームショップ・マシニスト」、「ライブ・スティーム・アンド・アウトドア・レイルローディング」、「マイしニス津・ワークショップ」、「ジャスト・ラブズ」、「ポインティング・ドッグ・ジャーナル」、「リトリーバー・ジャーナル」、「ツイン・アンド・タービン・マガジン」を発行している。

### テレビ
トラバースシティは、ミシシッピ川以東の最大テレビ市場であるトラバースシティ・キャデラック・スーセントマリー指定市場地域の最大都市である。地域のテレビ局の大半は異なるチャンネルで、広くスペースを取った送信機により同時に放送を流している。
市の免許を受けたテレビ局は2局ある。また低出力再放送送信機もある。近くのキャデラック市にある放送局2局もトラバースシティの地方局と見なされる。ケーブルテレビも市内や郊外地域で利用できる。

### ラジオ

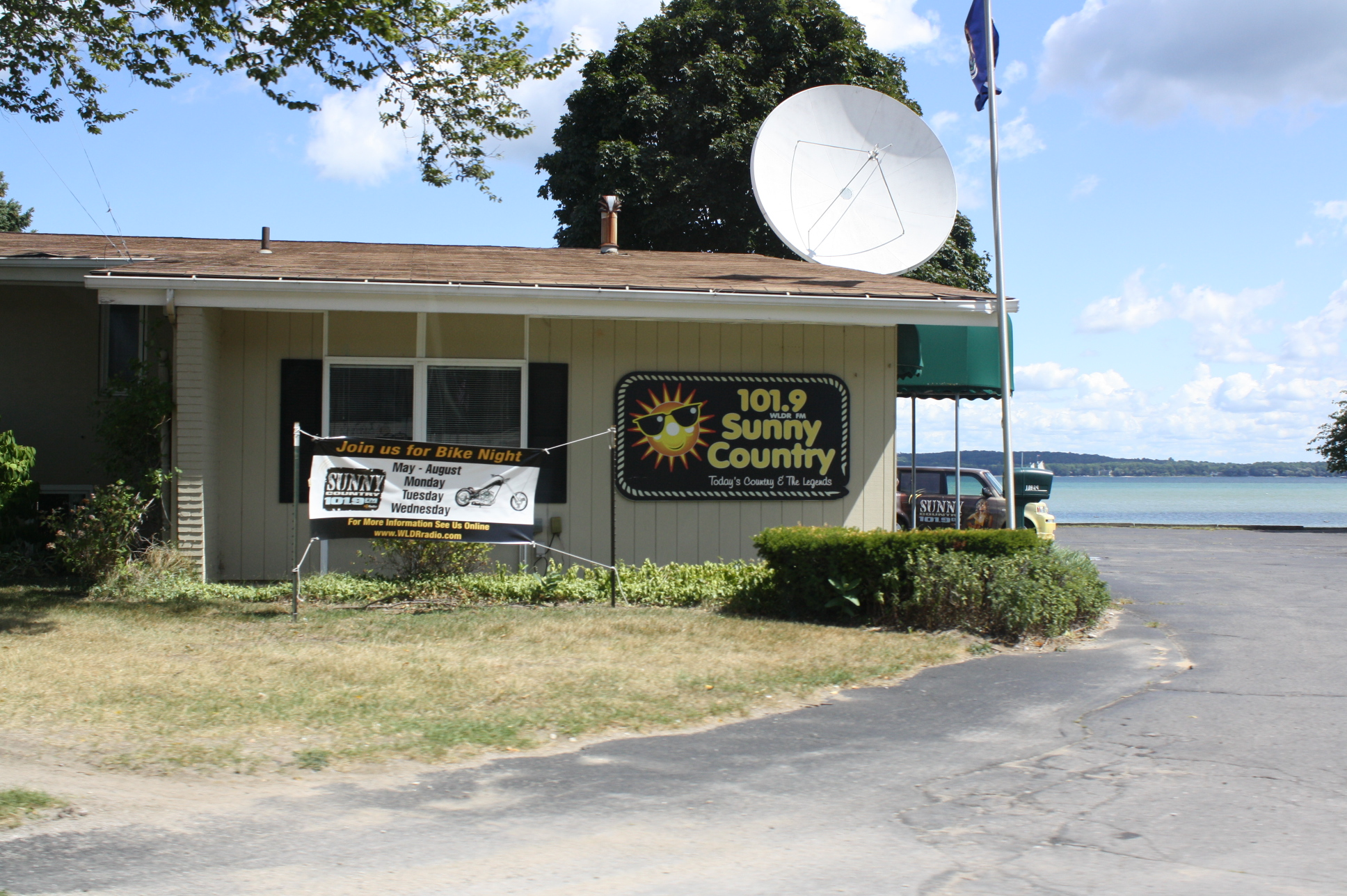
WLDRのスタジオ

市内にはトークラジオAM局のWTCMがある。商業ラジオ局は16局ある 。

## レクリエーション

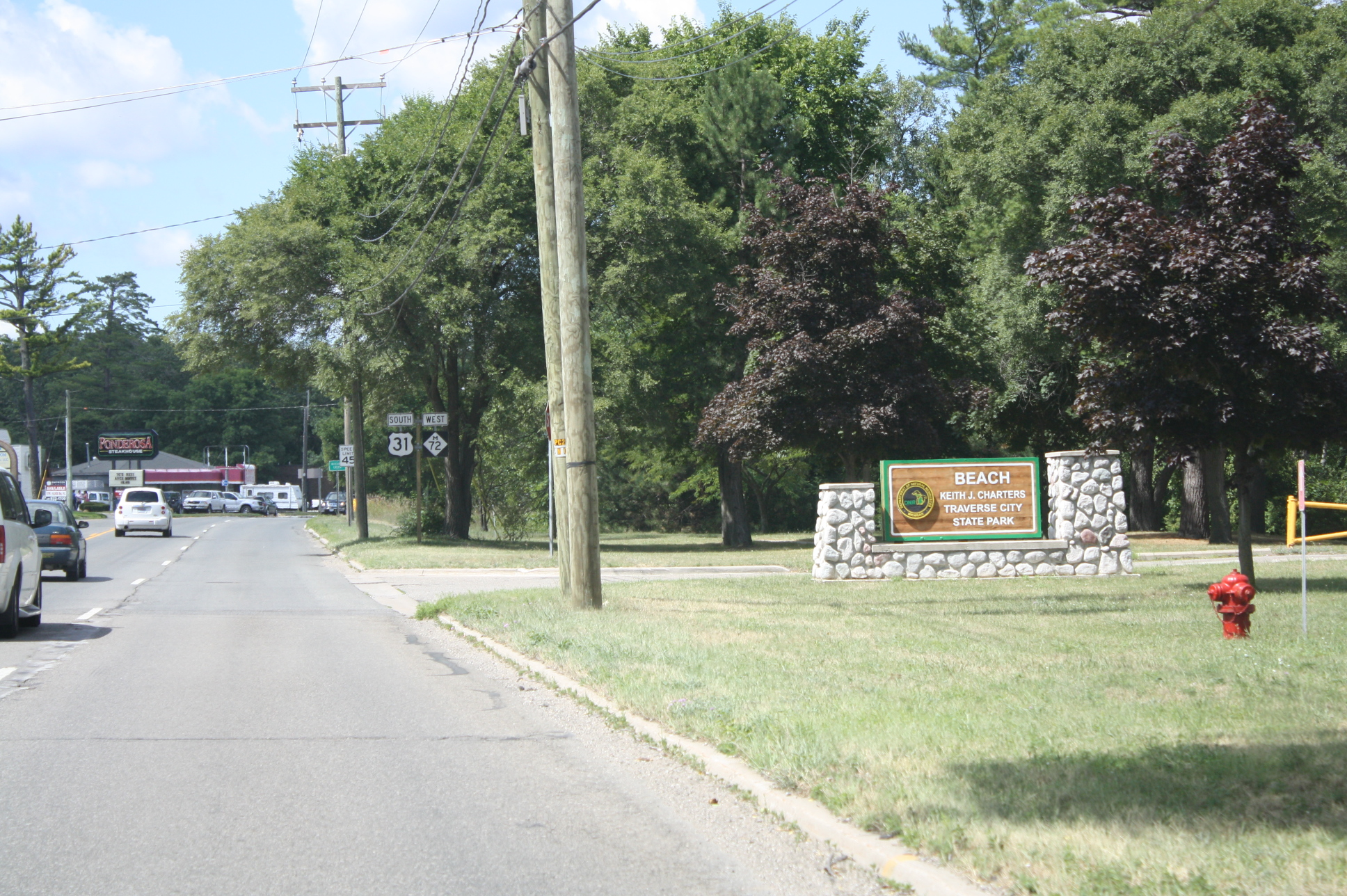
トラバースシティ州立公園

サクランボ祭は毎年7月第一週の1週間開催されており、観光客を惹き付けている。パレード、花火、エアーショー、祭の王の選出、音楽生演奏、パイ食べコンテストなどがある。地域で毎年360,000,000 ポンド (163,000,000 kg) のチェリーが生産されると推計されている。最大生産品種はモンモランシー・チェリー、すなわち「パイ・チェリー」である。その他にはアルスターすなわちスウィート・チェリーや、バラトン（ハンガリーのバラトン湖にちなむ）すなわち色や味がモンモランシーとアルスターの間にある品種などがある。
土地の地形は自転車ロードレースに向いており、T.A.R.Tトレイル・システムの支援もある。ルート・マップ、様々なツアー、助言と知識を手に入れられる。ミシガン湖ではセーリング、釣り、カヤックが楽しめる。
トラバースシティ州立公園には約250のキャンプ場があり、町の東3マイル (4.8 km) に位置し、広さは47エーカー (0.19 km2)、東グランドトラバース湾の湖浜4分の1マイル (400 m) もある。
砂質の土壌はブドウ栽培に向いており、地域には50以上のワイン醸造所がある。オールドミッション半島ワイン地域の付け根に位置している。

### ショッピング
トラバースシティの中央事業地区は中心街フロント通り沿いにある。もう一つ大きなショッピング地区として、町の南西、アメリカ国道31号線沿いがあり、いくつの大型店やショッピングモールがある。グランドトラバース・モールには、ターゲット、J.C.ペニー、メイシーズ、および工場アウトレットのプリファード・アウトレッツが旗艦店である。チェリーランド・センターは町の南端、ガーフィールド・アベニュー沿いにあり、Kマート、ユンカーズ、シアーズなどが旗艦店である。

### プロスポーツ
市はプロ野球とセミプロ・アメリカンフットボールのチームが本拠地にしている。トラバースシティ・ビーチバムズが独立系フロンティアリーグに属するマイナーリーグ野球チームであり、ブレア・タウンシップにあるウーアフェル・パークを本拠地としている。2006年から試合を行っている。
2005年からは、ジュニア "A" レベルのホッケークラブであるトラバースシティ・ノーススターズが本拠地にしている。ノースアメリカン・ホッケー・リーグに所属している。試合場はセンターI.C.E.ホッケー・アリーナである。2011年から2012年のシーズン終了時にノーススターズが解散し、スー・イーグルスが代わりにノースアメリカン・ホッケー・リーグに参加すると報道された。その後間もなく、ノーススターズの元オーナー、チャド・フーニアが、新しくジュニアのホッケー・チームをトラバースシティに持ってくると宣言した。トラバースシティ・コーホーズは2012年9月からミッドウェスト・ジュニア・ホッケー・リーグに参加している。さらにNHLのデトロイト・レッドウィングスがトレーニングキャンプ場としており、NHLの選抜チームから将来有望な若手選手が出場するトラバースシティ選手権も毎年開催している。
トラバースシティ・ウルヴズはセミプロのアメリカンフットボールのチームであり、サールビー・フィールドでホームゲームを行っている。2009年からノースアメリカン・フットボール・リーグ、ノーザン・カンファレンス五大湖地区に参戦している。

### 芸術と文化
トラバースシティ中心街にあるシティ・オペラハウスは、劇や映画などの興行を行っている。
デノス博物会館はノースウェスタン・ミシガン・カレッジのキャンパスにあり、彫刻、絵画、印刷物などイヌイットの美術品を集めている。ここには子供博物館も入っており、その大きな展示スペースでは様々な展示が行われている。

### 歴史標識

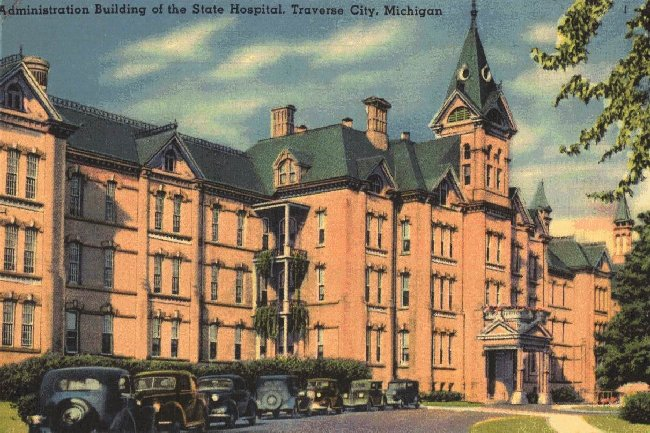
1930年頃の絵葉書

市域には認定されたミシガン歴史標識11か所がある。
- ビンガム地区第5校舎
- シティ・オペラハウス
- コングリゲーション・ベス・エル
- グランドトラバース湾
- グランドトラバース郡庁舎
- 五大湖スポーツフィッシング場
- レディーズ図書館協会
- ノボトニーのサロン
- パークプレース・ホテル
- ペリー・ハナ邸
- トラバースシティ州立病院

### 周辺のワイナリー

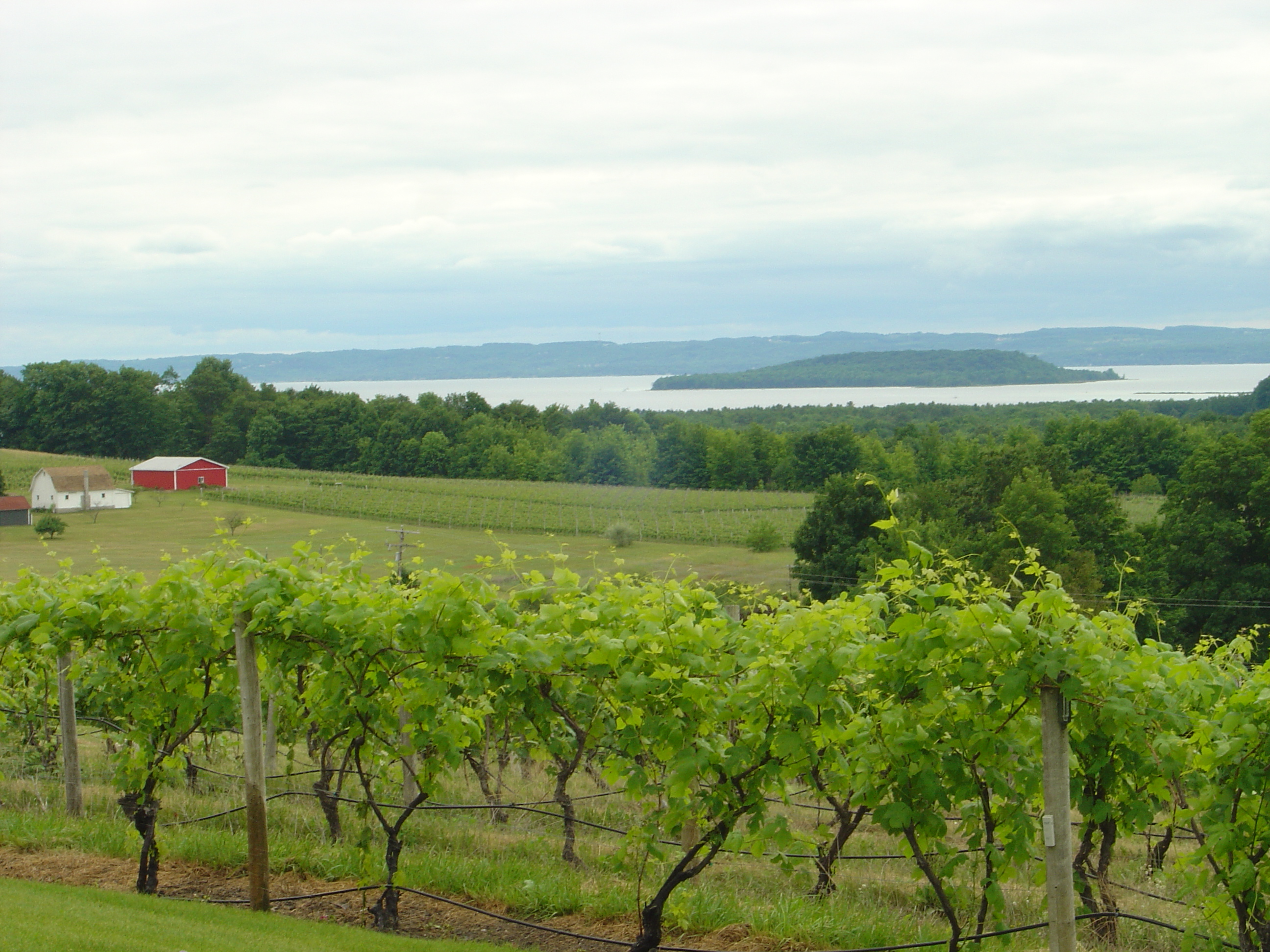
シャトー・シャンタル玄関からの眺め

トラバースシティは「USAトゥデイ」紙から地方のワインの場所10傑に挙げられた。
オールドミッション半島には7か所、リーラノー半島には21か所のワイン醸造所があり、トラバースシティから来るまで数分で行くことができる。どちらの半島も北緯45度線近くにあり、ブドウの特品が獲れる緯度として知られている。2つに分かれたグランドトラバース湾が理想的な海洋性気候を提供し、肥沃な氷河性土壌が貢献している。北ミシガンは白ブドウの産出が特徴であり、夏から晩秋に生育するリースリングが有名である。毎年10月には収穫祭を開催している。リースリングの中には凍ったときに摘果するように残されたものがあり、アイスワインが作られている。オールドミッション半島のワイン醸造所は、ブラックスター農園、2ラッズ・ワイナリー、ボウワーズ・ハーバー・ビニヤーズ、ブライス・エステイト・ビニヤード&ワイナリー、シャトー・シャンタル・ワイナリー・アンド・イン、シャトー・グランドトラバース、ペニンシュラ・セラーズである。リーラノー半島にあるワイン醸造所は、ブラックスター農園、リーラノー・セラーズ、シルバーリーフ・ビニヤード&ワイナリー、ギルのピア・ビニヤード&ワイナリー、ラフトショル・ビニヤーズ、サーカ・エステイト・ワイナリー、北緯45度線 ビニヤード&ワイナリー、グッドハーバー・ビニヤーズ、シャトー・フォンテーン、ボスキーデル・ビニヤーズ、L・モービー・ビニヤーズ、シッコーン・ビニヤード&ワイナリー、ウィロウ・ビニヤーズ、シャトー・ド・リーラノー・ビニヤード&ワイナリー、シャディ・レーン・セラーズ、チェリー・リパブリック・ワイナリー、ロングビュー・ワイナリー、ボートハウス・ワイナリー、バーテラ、ブレングマン・ブラザーズ、ベル・ラゴ・ワイナリーである。

## 交通

### タクシー
地域のタクシーは、チェリー・キャピタル・キャブと、マウントプレザントにあるチッペワ・キャブが24時間365日対応している。その他グランドトラバース・リムジーン・アンド・ワインツアーズ、ツイン・ペニンシュラズ・シャトル・アンド・ワインツアーズなど特殊輸送会社も存在している。

### 空港
チェリー・キャピタル空港は、2004年に新しいターミナルが完成し、シカゴ、デトロイト、ミネアポリスに定期便が運行され、季節によってニューヨーク、クリーブランド、アトランタ、デンバー、さらには州内北部の小さな町にも運航されている。

### 船とボート
- 空港の傍に沿岸警備隊トラバースシティ航空基地があり、五大湖北部地方で湖水と陸上の捜索救難活動を行っている。2010年4月7日、アメリカ沿岸警備隊がトラバースシティを沿岸警備都市に指定した。この栄誉を受けたのはミシガン州では2番目、国内では10番目である[29]。
- グレートレイク海事大学の港には、全長224フィート (68 m) の元海軍潜水艦探査艦ステイト・オブ・ミシガンが碇泊している。この学校の士官候補生が岸にあるときは、この艦が教室と実験室になっている。
- 大型帆船のスクーナー、マニトーが係留されており、一般の航海もできる[30]。
- トラバースシティ近くには他に2隻の大型帆船が係留されている。1隻はスクーナーのメイドラインである。もう1隻は艇長55フィート (17 m) のスループ、ウェルカムの複製であり、この艦は18世紀イギリスの戦艦であり、複製は1976年のアメリカ建国200周年を記念して建造された。ミシガン州がその歴史的重要性を認めているのはこの2艦のみである。5月から10月まで、訓練された志願者がツアーを行い、五大湖の帆走を行う。メイドラインはエルムウッド・タウンシップの「コール・ドック」（ヘリテージ・ハーバー）に係留されており、エルムウッド・タウンシップ・マリーナのすぐ南ウェストベイショアにある[31]。両船共に海洋遺産同盟によって維持されている[32][33]。
- 定員43人のノーティ・キャットはグランドトラバース湾を航海する双胴船である。艇長47フィート (14 m)、幅29フィート (8.8 m)、マスト高さ63フィート (19 m) と五大湖の商業双胴船としては最大であり、週7日、1日4回巡航している[34]。

### 公共交通機関
市内の公共交通機関としてベイエリア交通公社が、チェリオットと呼ぶバスの定期便と、ダイアル・ア・ライド・サービスを、市内とガーフィールド・タウンシップで行っている。2005年12月には最初のハイブリッド・バスを導入した。ホール通りのバス・ターミナルは2006年7月21日にオープンした。ここは乗客の乗り換えに使われている。

### 主要高規格道路

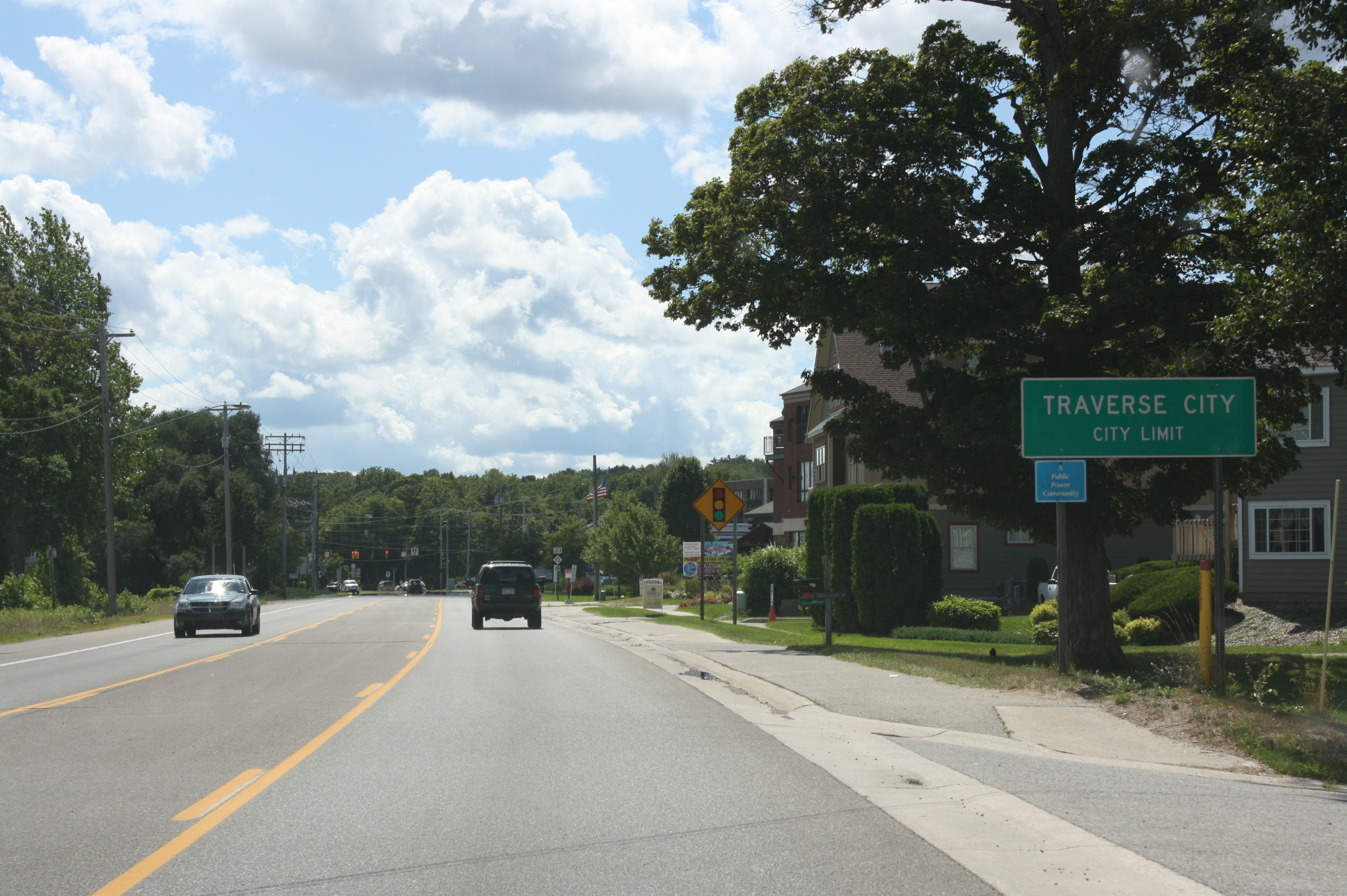
ミシガン州道22号線の標識

- アメリカ国道31号線は、ナイルズの南西、インディアナ州との州境から北に356マイル (573 km) 伸びており、マキノーシティの州間高速道路75号線で終わっている。トラバースシティからは西にリーラノー半島の付け根を通り、ベンゾニアに至り、南のマスキーゴンなどミシガン湖岸に向かう。北へはグランドトラバース湾の東岸を通り、シャルルボワとペトスキーを抜けてマキノーシティとマキナック橋のすぐ手前で終わる。
- ミシガン州道22号線、リーラノー半島のミシガン湖岸を回る。景観道路。
- ミシガン州道37号線、真南のマニスティ国立の森を抜けてグランドラピッズに至る。北はオールドミッション半島を上り、グランドトラバース湾の中央にあるオールドミッション・ポイントで終わる。
- ミシガン州道72号線、市内を東西に抜けており、ミシガン湖からヒューロン湖までロウアー半島を横断する高規格道路3本の1つ。西は22マイル (35 km) でエンパイアやスリーピング・ベア砂丘国立湖岸に接続し、東は25マイル (40 km) でカルカスカの国道131号線と接続する。

### バス
この地域はインディアン・トレイル・バスが運行されており、バス停はホール通り107にある。

### 鉄道
グレートレイクス・セントラル鉄道が、ミシガン州の所有する路線によりトラバースシティ地域に貨物列車を運行している。この路線は昔、チェサピーク・アンド・オハイオ鉄道（元ペレ・マーケット鉄道）とペンシルバニア鉄道（元グランドラピッズ・アンド・インディアナ鉄道）が所有していたが、1970年代後半から1980年代前半に、地域の鉄道を保存するために州が買収した。現在の貨物便は果物生鮮品、金属スクラップ、木材を運んでいる。
都市間旅客定期便は1996年10月29日にチェサピーク・アンド・オハイオ鉄道がグランドラピッズからトラバースシティ経由ベイビュー行きを運行停止した。この時以降は不定期に観光列車が運行されている。近年はレイク・セントラル・鉄道ツアーズがサクランボ祭のある夏に観光列車を運行している。1996年5月1日、グランドトラバース・ディナー列車が年間を通して、トラバースシティ駅からウィリアムズバーグとウォルトンを繋いで運行を始めた。ディナー列車は2004年にタスコロ・アンド・サギノー湾鉄道との契約に関する問題などが起きて中断された。列車自体は2006年7月半ばにオウォッソに移動された。

## 宗教
トラバースシティと周辺のグランドトラバース地域は、昔からあるものと近年設立された集会所があり、宗教人口が多い。その大半はプロテスタントの各会派、カトリック、モルモンなどキリスト教系である。他にユダヤ教徒、ユニバーサリストなども居る。
トラバースシティはローマ・カトリック教会ゲイロード教区に属している。

## 著名な出身者
- ジェレミー・デイビス、俳優、『プライベート・ライアン』、『ソラリス』、テレビの『LOST』、『CQ』に出演
- ボブ・ジェームス、ジャズミュージシャン、テレビドラマ『Taxi』のテーマソング「アンジェラ」を制作、多くのヒップホップ・アーティストがカバー、トラバースシティ住人
- ダン・マーリー、NBAバスケットボール選手、フェニックス・サンズ、マイアミ・ヒート、クリーブランド・キャバリアーズ
- ダグ・ミラベリ、メジャーリーグベースボール選手、ボストン・レッドソックス、サンディエゴ・パドレス、テキサス・レンジャース、サンフランシスコ・ジャイアンツ